# GAIA Museum Outsider Art
Das GAIA Museum Outsider Art ist eine Kultur- und Bildungsorganisation und ein Kunstmuseum in Randers in Dänemark, das Werke aus dem Bereich der Art brut zeigt.

## Das Museum
Das GAIA Museum Outsider Art wurde im Juni 2002 als Stiftung gegründet und vereint Museum, Galerie, Werkstatt und Bildungszentrum. Es befindet sich zentral in der Stadt in einem Altbau in der „Lene Bredahls Gade 10“ in Randers. Der Schwerpunkt liegt auf Werken der Outsider Art. Neben der Dauerausstellung mit Gemälden, Grafiken und Skulpturen werden jährlich drei Wechselausstellungen gezeigt: die Herbstausstellung der Künstler der Akademie und zwei Einzelausstellungen mit Werken von weiteren Kunstschaffenden aus dem Bereich der Art brut. Ausgewählte Werke der Sonderausstellungen werden durch Ankauf in die Sammlung aufgenommen.
Zum Museum gehören kreative Werkstätten, ein Atelier und eine Kunstakademie. Die Belegschaft setzt sich zusammen aus künstlerisch und pädagogisch ausgebildetem Personal und Menschen mit verschiedenen Behinderungen wie Down-Syndrom, Autismus, Entwicklungsstörungen und Lernbehinderung. Das GAIA Museum hat mit der Gemeinde Randers eine Betriebsvereinbarung über die Schaffung von 80 geschützten Arbeitsplätzen für Menschen mit unterschiedlichen Behinderungsgraden, die im Museumsshop, im Café, in der Kreativwerkstatt, in der Rahmenwerkstatt und im täglichen Betrieb der Galerie beschäftigt sind und selber im Atelier und den Werkstätten künstlerisch tätig werden können. Außerdem bietet es im Rahmen eines dänischen Bildungsprogramms („Særligt Tilrettelagt Ungdomsuddannelse“ STU) eine dreijährige Ausbildung in Bildender Kunst für junge Menschen im Alter von 16 bis 25 Jahren mit Lernbehinderungen.

## Ausstellungen (Auswahl)
In der Dauerausstellung werden ausgewählte Werk aus den rund 500 in der Sammlung befindlichen Werken gezeigt. Zu den Kunstschaffenden gehören unter anderem:
- Aleksander Lobanov (1924–2003, Russland)
- Frank Peter Poulsen (1949–2016, Dänemark)
- Hans Hartmann (* 1963, Niederlande)
- Herleik Kristiansen (* 1947, Norwegen)
- Werner Voigt (* 1935, Deutschland)
- Hein Dingemans (* 1962, Niederlande)
- Judith Damgaard (1954–2019, Dänemark)
- Kenneth Rasmussen (* 1971, Dänemark)
- Leon Sørensen (1960–2012, Dänemark)
- Thomas Schlimm (* 1961, Dänemark)
- Manfred Teege (1943–2001, Deutschland)
- Martino Fiorattini (1928–1997, Italien)
- Philippe Saxer (1965–2014, Schweiz)
- Pradeep Kumar (* 1973, Indien)
- Raymond Thunder-Sky (1950–2004, USA)[5]

Wechselausstellungen (Auswahl):
- 2024: Ikke flere -ismer. Gemälde von Iben Jørgensen (Dänemark)
- 2024: When the music´s over. Skulpturen von Torben Harbo (Dänemark)
- 2023: Kunsten at kopiere (Die Kunst des Kopierens). Otto Paulsen und Erwin Lauterbach (Dänemark)
- 2022: De første kunstnere på GAIA (Die ersten Künstler bei GAIA). Lis Jensen, Maiken Buchardt, Maria Sloth Sørensen, Pernille Riebling Hansen, Claus Thomsen, Jens Rosenkilde (alle Künstler aus Dänemark)
- 2022: Insekter (Insekten). Herbstausstellung der Akademie
- 2022: Skæve Streger (Krumme Linien). Zeichnungen und Gemälde von Hans Sandberg (Dänemark)
- 2021: Herbstausstellung der Akademie
- 2019: Forunderligt og Foruroligende (Erstaunlich und verstörend). Zeichnungen von Philippe Saxer (Schweiz)
- 2018: Tøm det der er fyldt - Fyld det der er tomt. (Leer, was voll ist – Fülle, was leer ist) Zeichnungen von Joseph Sage (Frankreich)
- 2017: Korean Dreams (Koreanische Träume). Nathalie Daoust (Katalonien)
- 2016: Kunsten er lang, Livet er kort, Graven er sort (Die Kunst ist lang, das Leben ist kurz, das Grab ist schwarz). Kenneth Rasmussen (Dänemark)
- 2014: VERDENS RØVHUL - fangekunst fra Statsfængslet i Horsens (Gefangenenkunst aus dem Staatsgefängnis in Horsens)
- 2007: Outsider Art fra Rusland (Außenseiterkunst aus Russland). Alexander Pawlowitsch Lobanow[6]